# Sinais (canção)
"Sinais" é uma canção do cantor brasileiro Luan Santana, gravada para seu primeiro DVD, intitulado Ao Vivo (2009). Foi lançada como terceiro single do álbum em junho de 2010 e é a primeira composição de Luan Santana, sendo divulgada pelo seu Twitter, a canção rapidamente atingiu o top 10 da Billboard Brasil Hot 100 Airplay. No mês seguinte chegou a 4ª posição, e em agosto de 2010 conseguiu alcançar o 2ª lugar em Campinas, também foi bastante pedida nas cidades de Ribeirão Preto e Porto Alegre.

## Desempenho nas tabelas musicais

### Posições
| Tabela musical (2010)                                       | Melhor posição |
| ----------------------------------------------------------- | -------------- |
| Brasil - Billboard Hot 100 Airplay                          | 4              |
| Brasil - Billboard Popular Hot Songs                        | 7              |
| Brasil - Billboard Brasil Regional Belo Horizonte Hot Songs | 5              |
| Brasil - Billboard Brasil Regional Campinas Hot Songs       | 2              |
| Brasil - Billboard Brasil Regional Curitiba Hot Songs       | 9              |
| Brasil - Billboard Brasil Regional Porto Alegre Hot Songs   | 1              |
| Brasil - Billboard Brasil Regional Ribeirão Preto Hot Songs | 5              |